# Oberea nyassana
Oberea nyassana är en skalbaggsart. Oberea nyassana ingår i släktet Oberea och familjen långhorningar.

## Underarter
Arten delas in i följande underarter:
- O. n. nyassana
- O. n. meruensis
- O. n. kenyensis